# 塞琉西亞的塞琉古
塞琉西亞的塞琉古（希臘語： Σέλευκος ὁ Σελεύκειος，約前190年—？），他是希臘化的巴比倫天文學家，他承繼傳統的古希臘天文學，來發展他的理論。塞琉古可能來自底格里斯河畔塞琉西亞，那裡是美索不達米亞重要的希臘化中心，不然塞琉古就是來自紅海邊的塞琉西亞。他是希臘化時期最有名的日心論提倡者之一，並提出一套有關潮汐的理論。

## 日心論
在前150年左右，塞琉古已經以阿里斯塔克斯的日心論後繼者而聞名，他支持地球自轉並且繞著太陽運行的論點。根據普魯塔克記載，塞琉古是第一個合理推導出日心論者。但關於他用何種方式證明出這個結果不清楚。據數學史學者范德瓦尔登推測，塞琉古可能透過確定日心幾何模型的常數，來計算模型中的行星位置，證明出日心論，就如同十六世紀哥白尼所為。塞琉古可能利用當代的三角計算方法獲得成果，就像喜帕恰斯當時的方法。
根據希臘地理學家斯特拉波記載，塞琉古還是第一個假設宇宙是無限大的學者。然而他的著作沒有一篇被完整保存下來，只有一些殘篇存於阿拉伯文的翻譯版本中，在後來的波斯哲學家拉齊提到塞琉古的阿拉伯譯本。

## 潮汐
學者Lucio Russo認為，塞琉古可能是透過潮汐現象的解釋來論述日心論。塞琉古已經正確說明潮汐現象是月球所造成的結果，儘管他相信地球和月球之間的交互作用是普紐瑪所造成。塞琉古也特別註明在同一時間下，潮汐在各地的狀況都不同。根據Lucio Russo，塞琉古把潮汐現象歸咎於地球和月球兩者的旋轉行為而產生。這可說明他知道地球繞著地-月之間的質心運轉，而實際上就是因為月球運轉的行為導致地球面對月球那一側和背對月球那一側的產生潮汐現象。
另外斯特拉波同樣也記載塞琉古是第一個說明潮汐是由月球吸引產生，且潮汐的高度與月球和太陽的相對位置有關。

## 斯特拉波描述中的塞琉古
塞琉古同樣在一些古代希臘作家提起，如斯特拉波、普魯塔克、埃提烏斯（Aetius），波斯哲學家拉齊也提到他的貢獻。斯特拉波甚至把塞琉古列入四位最有影響力的「迦勒底人」天文學家中。在他的《地理學》第十六卷提到數位「迦勒底人」天文學家，在最後他說「塞琉西亞的塞琉古也是位迦勒底人」，在當時巴比倫天文學家常被希臘人稱呼為迦勒底人。他們的著作被翻譯成希臘文，並被後世的學者所使用，如巴比倫占星術。斯特拉波所提到的迦勒底人共四位，分別為西丹努斯（Kidinnu）、那彼里曼諾（Naburimannu）、蘇狄涅斯（Sudines）和塞琉古。

## 腳註
1. ↑  巴比倫天文學家:
William P. D. Wightman (1951, 1953), The Growth of Scientific Ideas, Yale University Press  p. 38, 學者Wightman稱塞琉西亞的塞琉古為「迦勒底人塞琉古」。並說「迦勒底人塞琉古」來自底格里斯河畔塞琉西亞，他完善阿里斯塔克斯的日心說
2. ↑  希臘天文學家:
The SAO/NASA Astrophysics Data System (ADS) （页面存档备份，存于）: 希臘科學家，他生於塞琉西亞。 ScienceWorld （页面存档备份，存于）: 是希臘科學家，也是其中一位支持阿里斯塔克斯的日心說的天文學家之一。
3. ↑  學者Sarton, George於第169頁認為他的貢獻是傳統的古希臘天文學: 在前三世紀後半，在近東和東地中海有三種不同領域的天文學正在同時發展。第一種為日心說，他是由前三世紀的阿里斯塔克斯提出，發表此論點的一個世紀之後，巴比倫人的塞琉古擁繼續擁護這個學說。第二種為地心說，在喜帕恰斯以後這個論點成為希臘天文學的主流。第三種是迦勒底人的天文學，他們專門關注於星曆表，並沒有提出一套理論。第兩種在本質上是同一類，但在日後此爭論被限制和禁止而被分為兩種。第一種和第二種代表古希臘的天文學，而現代的天文學是繼承前兩者的發展。而在今日完全不同用途和方法裡面保存第三種迦勒底人的天文學。
4. ↑  Neugebauer, p.39–42: 有數個城市都叫作塞琉西亞，最知名的就是底格里斯河畔塞琉西亞，這座城市曾是塞琉古帝國的首都，很可能天文學家的塞琉古是來自這座城市，但也可能塞琉古出身於厄利垂亞海濱的塞琉西亞。
5. ↑  古希臘的哲學、科學家一覽 的存檔，存档日期2009-03-21.
6. ↑  塞琉西亞的塞琉古(c. 190 BC–?) （页面存档备份，存于）, The SAO/NASA Astrophysics Data System (ADS)
7. ↑  塞琉西亞的塞琉古 (ca. 190–??) （页面存档备份，存于）, ScienceWorld
8. ↑   Russell, Bertrand — History of Western Philosophy (2004) – p. 215
9. ↑  關於其他支持日心論系統的古希臘天文學家名字，目前並不了解。畢竟喜帕恰斯和後來托勒密的貢獻使地心論系統如此成功。而普魯塔克和塞克斯都斯·恩比利克斯（Sextus Empiricus）的著作中提到「阿里斯塔克斯的跟隨者們」，因此應該還有一些不知其名的日心論支持者。
10. ↑  Bartel Leendert van der Waerden p.528
11. ↑  Bartel Leendert van der Waerden p.527−529
12. 1 2 3  Van der Waerden 1987，第527頁
13. ↑  施洛莫·皮內斯（Shlomo Pines）,  2, 布里爾學術出版社（Brill Academic Publishers）,: viii & 201–17, 1986, ISBN 9652236268
14. ↑  Lucio Russo, Flussi e riflussi, Feltrinelli, Milano, 2003, ISBN 88-07-10349-4.

## 來源
- Neugebauer, O., , Journal of Near Eastern Studies, 1945, 4 (1): 1–38
- Sarton, George, , Journal of the American Oriental Society, 1955, 75 (3): 166–173
- Van der Waerden, B. L., , Annals of the New York Academy of Sciences, 1987, 500: 525–545